# شريف عبد الفضيل
شريف عبد الفضيل لاعب كرة قدم مصري يلعب في مركز المدافع لصالح نادي الإسماعيلي.
بدأ عبد الفضيل مسيرته مع نادي الإسماعيلي. ثم أصبح اهتمام الإعلام المصري خلال موسم الانتقالات الصيفية لموسم 2009-2010، حيث كان نقطة الصراع بين ناديي القمة الأهلي والزمالك، وكان مجلس إدارة نادي الإسماعيلي فضل انتقاله إلي الزمالك خشية غضب جماهير النادي، ولكن رغبة اللاعب حسمت مسالة انتقاله إلي النادي الأهلي.

## روابط خارجية
- شريف عبد الفضيل على موقع الاتحاد الدولي (مؤرشف)  (الإنجليزية)
- شريف عبد الفضيل على موقع قاعدة بيانات كرة القدم.إي يو (الإنجليزية)
- شريف عبد الفضيل على موقع ناشيونال فوتبول تيمز (الإنجليزية)
- شريف عبد الفضيل على موقع كووورة